# Джеймс Блейк
 За британския електронен продуцент и музикант вижте Джеймс Блейк (музикант).  
Джеймс Райли Блейк (на английски: James Riley Blake) е американски тенисист, роден на 28 декември 1979 в Йонкърс, щата Ню Йорк. Много хора го считат за новия Андре Агаси.

## Семейство и ранни години
Джеймс Блейк е мулат: баща му Томас старши е от африкански произход, а майка му Бети — англичанка. Брат му Томас младши също е тенисист. Джеймс има и трима доведени братя (Джейсън, Кристофър и Хауърд) и една доведена сестра (Мишел) от първия брак на майка му.
Джеймс започва да тренира тенис на пет години заедно с брат си Томас. Когато е тринадесетгодишен, лекарите установяват, че е болен от тежка форма на сколиоза. През следващите пет години той носи специален корсет по осемнадесет часа на ден. Блейк напуска Харвардския университет след втората си година, за да може да гради кариера в тениса. Професионалист е от 1999 г.
Първият и единствен треньор на Блейк е Брайън Баркър.

## Кариера

### 1999 – 2004
През 1999 и 2000 г. Джеймс Блейк печели няколко турнира от сериите Фючърс и Чалънджър в Северна Америка.
През 2001 г. Блейк влиза в полезрението на широката общественост, когато на Откритото първенство на САЩ губи във втория кръг от бъдещия шампион Лейтън Хюит в петсетов трилър. Същата година дебютира в отбора на САЩ за Купа Дейвис срещу Индия и така става третият тенисист от африкански произход, играл за САЩ в този отборен турнир.
В края на февруари 2002 г., в Мемфис, Блейк постига първата си победа над тенисист от топ 10 на световната ранглиста - Томи Хаас, по това време пети. Първият турнир от висока категория, който Блейк печели е този във Вашингтон. На финала надделява над тайландеца Парадорн Сричапан, а на полуфинала побеждава Андре Агаси. На двойки печели Мастърса в Синсинати с партньор Тод Мартин. Тази година Блейк завършва на 28-о място в световната ранглиста.
През 2003 г. достига само до един финал на сингъл — в Лонг Айлънд, където губи от Сричапан. На двойки печели турнира в Скотсдейл с партньор бахамецът Марк Мерклейн. В началото на годината печели Хопман Къп с партньор Серина Уилямс.
2004 е много трудна за Блейк. Сезонът започва добре, след като отново печели Хопман Къп, този път с Линдзи Дейвънпорт. През месец май, на тренировка с Роби Джинепри преди турнира от сериите Мастърс в Рим, той се удря в мрежата и чупи вратен прешлен. Контузията за малко не води до парализа и вади Джеймс от игра за два месеца. През юли бащата на Блейк умира от рак. Две седмици по-късно възпаление на главния лицев нерв на Блейк води до частична парализа на част от лицето му и уврежда зрението му. Говори се, че ще се наложи да прекрати кариерата си. Въпреки това Джеймс подновява тренировките си през месец ноември.

### 2005 – 2006
През лятото на 2005 Блейк отново влиза в топ 50 на ранглистата, изкачвайки се от 210-а на 49-а позиция. Той печели турнирите в Ню Хейвън и Стокхолм. За да участва на Откритото първенство на САЩ, Блейк получава уайлдкард. Това е най-доброто му участие на турнир от Големия шлем дотогава. Той побеждава последователно именити тенисисти като Грег Руседски, Игор Андреев, Рафаел Надал и Томи Робредо, преди да загуби в петсетов мач от Андре Агаси, след като води с 2:0 сета.
2006 е най-успешната година за Блейк. Той печели турнирите в Сидни, Лас Вегас, Индианаполис, Банкок и Стокхолм. Тези титли, както и участията на четвъртфинал на Откритото първенство на САЩ и на финал на турнира от сериите Мастърс в Индиън Уелс го изкачват в ранглистата и това му дава право да играе на Мастърс Къп - турнир в края на годината, в който участват осемте най-добри играчи за изминалия сезон. След победи в груповата фаза срещу Надал и Николай Давиденко и загуба срещу Томи Робредо, Блейк побеждава на полуфинала настоящият шампион Давид Налбандян. На финала обаче губи от Роджър Федерер. Американецът завършва годината на четвърто място в ранглистата.

### 2007
Сезонът през 2007 г. започва със защита на титлата в Сидни.
Много спорове и дискусии предизвиква турнирът в Лас Вегас през февруари. Този турнир е един от 11, които се провеждат експирементално с групова фаза на принципа всеки срещу всеки. В своята група Блейк губи от Евгени Королев. От своя страна Королев губи от Хуан Мартин дел Потро. За да продължи в следващия кръг, Блейк се нуждае от двусетова победа срещу дел Порто, като не трябва да загуби повече от пет гейма. Американецът повежда с 6:1 и 3:1. В този момент дел Потро се отказва поради контузия. Тъй като резултат при отказване на тенисист не се брои в статистиката, напред продължава Королев. Това води до голямо негодование от страна на Блейк, коментатори и фенове. След дълго заседание на АТП, водено от президентът на организацията Етиен дьо Вилие, е взето следното решение: тъй като мачът е вървял към нужната за Блейк победа в два сета и с максимум пет загубени гейма и никой от тенисистите не е знаел последствията в случай на отказване (дел Потро заявява, че ако е знаел как ще се развият нещата, е щял да доиграе срещата), Блейк получава правото да продължи в следващата фаза на турнира. На следващата сутрин обаче дьо Вилие отново ревизира решението, защото от една страна то не е коректно спрямо Королев, а от друга — не е редно правилата да се променят в разгара на турнира. Така Королев отива на четвъртфинал, а АТП взима решение да преустанови експеримента с груповата фаза.

### Класиране в ранглистата в края на годината
| Година | 1999 | 2000 | 2001 | 2002 | 2003 | 2004 | 2005 | 2006 | 2007 |
| Сингъл | 293  | 212  | 74   | 28   | 37   | 94   | 24   | 4    | 13   |
| Двойки | -    | 164  | 145  | 45   | 51   | 79   | 112  | 106  | 191  |

## Личен живот
Любимите спортове на Блейк освен тениса са голф, баскетбол и бейзбол. Любимият му отбор е бейзболният Ню Йорк Метс.
Блейк попада в класацията за най-секси мъж на списание Пипъл. През 2004 г. взима участие в един от серията турнири по покер за знаменитости, организиран от телевизия Браво.
Джеймс е добър приятел с певеца Джон Майер, заедно с когото е завършил средно училище във Феърфийлд, Кънектикът.

## Титли и участия на финал

### Титли на сингъл (20)
| №   | Дата           | Турнир                             | Противник         | Резултат             |
| 1.  | 10 януари 1999 | Алтамоунт Спрингс, Флорида, САЩ F1 | Иракли Лабадзе    | 6:2, 6:2             |
| 2.  | 27.06.1999     | Монреал, Канада F2                 | Пол Хенли         | 4:6, 6:2, 6:2        |
| 3.  | 21.11.1999     | Гринилиф, Флорида, САЩ F19         | Симон Ларош       | 3:6, 6:4, 6:1        |
| 4.  | 28.11.1999     | Клиъруотър, Флорида, САЩ F20       | Ерик Тейно        | 6:4, 6:7, 7:6        |
| 5.  | 24.09.2000     | Хюстън, Тексас, САЩ                | Михаел Кратохвил  | 7:6(5), 6:7(12), 6:3 |
| 6.  | 19.11.2000     | Ранчо Мираж, Калифорния, САЩ       | Сесил Мамит       | 3:6, 6:4, 6:2        |
| 7.  | 18.11.2001     | Ноксвил, Тенеси, САЩ               | Габриел Трифу     | 6:4, 6:4             |
| 8.  | 27 януари 2002 | Уайколоа, Хаваи, САЩ               | Мартин Веркерк    | 6:2, 6:3             |
| 9.  | 12.08.2002     | Вашингтон, САЩ                     | Парадорн Сричапан | 1:6, 7:6(5), 6:4     |
| 10. | 07.05.2005     | Туника Ризортс, Мисисипи, САЩ      | Браян Бейкър      | 6:2, 6:3             |
| 11. | 14.05.2005     | Форест Хилс, Ню Йорк, САЩ          | Душан Вемич       | 6:3, 6:4             |
| 12. | 22.08.2005     | Ню Хейвън, Кънектикът, САЩ         | Фелисиано Лопес   | 3:6, 7:5, 6:1        |
| 13. | 10.10.2005     | Стокхолм, Швеция                   | Парадорн Сричапан | 6:1, 7:6(6)          |
| 14. | 9 януари 2006  | Сидни, Австралия                   | Игор Андреев      | 6:2, 3:6, 7:6(3)     |
| 15. | 27.02.2006     | Лас Вегас, Невада, САЩ             | Лейтън Хюит       | 7:5, 2:6, 6:3        |
| 16. | 17.07.2006     | Индианаполис, Индиана, САЩ         | Анди Родик        | 4:6, 6:4, 7:6(5)     |
| 17. | 25.09.2006     | Банкок, Тайланд                    | Иван Любичич      | 6:3, 6:1             |
| 18. | 15.10.2006     | Стокхолм, Швеция                   | Ярко Ниеминен     | 6:4, 6:2             |
| 19. | 13 януари 2007 | Сидни, Австралия                   | Карлос Моя        | 6:3, 5:7, 6:1        |
| 20. | 19.08.2007     | Ню Хейвън, Кънектикът, САЩ         | Марди Фиш         | 7:5, 6:4             |

| Легенда             |
| Голям шлем (0)      |
| Мастърс Къп (0)     |
| Серии Мастърс (0+1) |
| АТП Тур (9+4)       |
| Чалънджър (6+2)     |
| Фючърс (4)          |

### Загубени финали на сингъл (14)
| №   | Дата           | Турнир                        | Противник         | Резултат         |
| 1.  | 28 януари 2001 | Уайколоа, Хаваи, САЩ          | Анди Родик        | 6:1, 3:6, 1:6    |
| 2.  | 13.05.2001     | Бирмингам, Алабама, САЩ       | Иракли Лабадзе    | 2:6, 3:6         |
| 3.  | 28.10.2001     | Хюстън, Тексас, САЩ           | Винс Спейдиа      | 2:6, 7:6(3), 2:6 |
| 4.  | 24.02.2002     | Мемфис, Тенеси, САЩ           | Анди Родик        | 4:6, 6:3, 5:7    |
| 5.  | 14.07.2002     | Нюпорт, Род Айлънд, САЩ       | Тейлър Дент       | 1:6, 6:4, 4:6    |
| 6.  | 24.08.2003     | Лонг Айлънд, Ню Йорк, САЩ     | Парадорн Сричапан | 2:6, 4:6         |
| 7.  | 07.08.2005     | Вашингтон, САЩ                | Анди Родик        | 5:7, 3:6         |
| 8.  | 19.03.2006     | Индиън Уелс, Калифорния, САЩ  | Роджър Федерер    | 5:7, 3:6, 0:6    |
| 9.  | 18.07.2006     | Лондон, Англия                | Лейтън Хюит       | 4:6, 4:6         |
| 10. | 19.11.2006     | Шанхай, Китай                 | Роджър Федерер    | 0:6, 3:6, 4:6    |
| 11. | 04.02.2007     | Делрей Бийч, Флорида, САЩ     | Ксавие Малис      | 7:5, 4:6, 4:6    |
| 12. | 22.07.2007     | Лос Анджелис, Калифорния, САЩ | Радек Щепанек     | 6:7(7), 7:5, 2:6 |
| 13. | 19.08.2007     | Синсинати, Охайо, САЩ         | Роджър Федерер    | 1:6, 4:6         |
| 14. | 17.02.2008     | Делрей Бийч, Флорида, САЩ     | Кей Нишикори      | 6:3, 1:6, 4:6    |

### Титли на двойки (7)
| №  | Дата       | Турнир                    | Партньор      | Противник                      | Резултат            |
| 1. | 25.07.1999 | Уинетка, Илинойс, САЩ     | Томас Блейк   | Макс Мирни Алекс Рейчъл        | 6:4, 6:7, 6:3       |
| 2. | 13.05.2001 | Бирмингам, Алабама, САЩ   | Марк Мерклейн | Рамон Делгадо Игнасио Иригойен | 7:5, 6:1            |
| 3. | 12.08.2002 | Синсинати, Охайо, САЩ     | Тод Мартин    | Махеш Бупати Макс Мирни        | 7:5, 6:3            |
| 4. | 09.03.2003 | Скотсдейл, Аризона, САЩ   | Марк Мерклейн | Лейтън Хюит Марк Филипусис     | 6:4, 6:7(2), 7:6(5) |
| 5. | 15.02.2004 | Сан Хосе, Калифорния, САЩ | Марди Фиш     | Рик Лийч Браян Макфий          | 6:2, 7:5            |
| 6. | 18.04.2004 | Хюстън, Тексас, САЩ       | Марди Фиш     | Рик Лийч Браян Макфий          | 6:3, 6:4            |
| 7. | 02.05.2004 | Мюнхен, Германия          | Марк Мерклейн | Юлиан Кновле Ненад Зимонич     | 6:2, 6:4            |

### Загубени финали на двойки (6)
| №  | Дата           | Турнир                  | Партньор          | Противник                      | Резултат       |
| 1. | 10.10.1999     | Тълса, Оклахома, САЩ    | Томас Блейк       | Джеф Коитци Алехандро Ернандес | 2:6, 1:6,      |
| 2. | 30 януари 2000 | Уайколоа, Хаваи, САЩ    | Сесил Мамит       | Джим Граб Ричи Ренебърг        | 2:6, 6:2, 4:6  |
| 3. | 04.06.2000     | Тампа, Флорида, САЩ F14 | Майти Арнолд      | Енрике Абароа Маурисио Адад    | 1:6, 6:7(2)    |
| 4. | 24.09.2000     | Хюстън, Тексас, САЩ     | Кевин Ким         | Брент Хейгарт Маркос Ондрушка  | 4:6, 2:6       |
| 5. | 27 януари 2002 | Уайколоа, Хаваи, САЩ    | Джъстин Гимелстъб | Габриел Трифу Глен Уийнър      | 4:6, 6:4, 4:6  |
| 6. | 26.02.2006     | Мемфис, Тенеси, САЩ     | Марди Фиш         | Крис Хагард Иво Карлович       | 0:6, 5:7, 5:10 |

### Отборни титли (2)
| №  | Дата           | Турнир                      | Партньор          | Противници                     | Резултат |
| 1. | 4 януари 2003  | Хопман къп, Пърт, Австралия | Серина Уилямс     | Лейтън Хюит Алиша Молик        | 3-0      |
| 2. | 10 януари 2004 | Хопман къп, Пърт, Австралия | Линдзи Дейвънпорт | Карол Кучера Даниела Хантухова | 2-1      |

## Външни препретки
- Джеймс Блейк Фенсайт
- Джеймс Блейк в сайта на ATP
- Джеймс Блейк в сайта на ITF
- Джеймс Блейк в сайта на Davis cup
- Джеймс Блейк в сайта на ESPN